# Johan Jong
Jan Nicolaas (Johan) Jong (Amsterdam, 16 februari 1901 – Alkmaar, 1 oktober 1989) was een Nederlands pianist, organist en arrangeur.
Hij was zoon van kapper Klaas Jong en Cornelia Catharina Hendrika Koenot. Hij was getrouwd met Aagje Kok.
Hij studeerde aan het Amsterdams Conservatorium, maar verdiepte zich in de lichte muziek. Hij werd organist bij stomme films in Cinema Royal (1922) en later bij de VARA, toen die dat theater ging gebruiken voor radioconcerten. Bij Cinema Royal werd hij opgevolgd door Bernard Drukker. Hij gaf afgewisseld door Pierre Palla (bij de Avro) en Cor Steyn regelmatig concerten vanuit Studio 2. Hij begeleidde de bouw van een nieuw orgel in de VARA-studio. Hij was soms ook dirigent was onder meer Kunst na Arbeid, salonorkest Barcarole en koren De Jonge Flierefluiters en De Roodborstjes. Met die koren nam hij ook elpees op.
Jong componeerde en arrangeerde ook. Zijn Mice on the keys verscheen in een uitgave voor piano of orgel bij Melodia (1947). 